# 高橋慎弥
高橋 慎弥（たかはし しんや、1967年8月25日 - ）は、日本の実業家。トヨタ自動車北海道代表取締役社長、北海道経済連合会副会長、北海道機械工業会副会長。

## 人物・経歴
愛知県出身。1991年名古屋市立大学経済学部卒業、トヨタ自動車入社。トヨタ モーター ノース アメリカ出向を経て、2019年トヨタ自動車生産管理部長に就任。
ロシアのウクライナ侵攻が始まった2022年からロシア連邦の現地法人ロシアトヨタに出向。2023年トヨタ自動車衣浦工場主査。
2024年トヨタ自動車北海道顧問に就任。同年トヨタ自動車北海道代表取締役社長、北海道経済連合会副会長、北海道機械工業会副会長、苫小牧スケートまつり実行委員会顧問に就任。